# Wereldkampioenschap ankerkader 45/1
Het wereldkampioenschap ankerkader 45/1 (een spelsoort in het carambolebiljart) werd georganiseerd van 1927 t/m 1938. Recordwinnaars zijn de Egyptenaar Edmond Soussa (in 1928, 1929 en 1931) en de Belg René Gabriëls (in 1935, 1936 en 1938) met allebei drie titels. De beste Nederlandse deelnemer was Jan Sweering met twee tweede plaatsen (in 1934 en 1935) en een derde plaats (in 1938). Dit kampioenschap werd na de Tweede Wereldoorlog min of meer opgevolgd door het wereldkampioenschap ankerkader 47/1, wat geen blijvend succes was. 
| Jaar | Locatie          | Goud                  | Zilver                | Brons                         | Ranglijst |
| ---- | ---------------- | --------------------- | --------------------- | ----------------------------- | --------- |
| 1927 | Vichy FRA        | Charles Faroux FRA    | Albert Poensgen GER   | Jacques Davin FRA             | Ra.       |
| 1928 | Vichy FRA        | Edmond Soussa EGY     | Francis Appleby USA   | Jacques Davin FRA             | Ra.       |
| 1929 | New York USA     | Edmond Soussa EGY     | Theo Moons BEL        | Francis Appleby USA           | Ra.       |
| 1930 | Lyon FRA         | Gustave van Belle BEL | Edmond Soussa EGY     | Theo Moons BEL                | Ra.       |
| 1931 | Marseille FRA    | Edmond Soussa EGY     | Gustave van Belle BEL | Theo Moons BEL                | Ra.       |
| 1932 | Parijs FRA       | Albert Corty FRA      | Edmond Soussa EGY     | Jan Dommering (biljarter) NED | Ra.       |
| 1933 | New York USA     | Edgar Appleby USA     | Edmond Soussa EGY     | Theo Moons BEL                | Ra.       |
| 1934 | Genève SUI       | Walter Joachim GER    | Jan Sweering NED      | Jean Albert FRA               | Ra.       |
| 1935 | Scheveningen NED | René Gabriëls BEL     | Jan Sweering NED      | Jacques Davin FRA             | Ra.       |
| 1936 | Montpellier FRA  | René Gabriëls BEL     | Constant Cote FRA     | Walter Joachim GER            | Ra.       |
| 1937 | Marseille FRA    | Constant Cote FRA     | René Gabriëls BEL     | Jean Albert FRA               | Ra.       |
| 1938 | Antwerpen FRA    | René Gabriëls BEL     | Constant Cote FRA     | Jan Sweering NED              | Ra.       |